# Demen
Demen település Németországban, Mecklenburg-Elő-Pomeránia tartományban. Lakosainak száma 1129 fő (2023. december 31.).

## Népesség
A település népességének változása:
| Lakosok száma | 826  | 855  | 846  | 882  | 1129 |
|               | 2017 | 2019 | 2021 | 2022 | 2023 |